# Vaccinium chihuahuense
Vaccinium chihuahuense är en ljungväxtart som beskrevs av Robert Lynch Wilbur och Luteyn. Vaccinium chihuahuense ingår i Blåbärssläktet, och familjen ljungväxter. Inga underarter finns listade i Catalogue of Life.